# Magyar Alkotók Internetes Társulása Közhasznú Egyesület
A Magyar Alkotók Internetes Társulása Közhasznú Egyesület (MAIT) 2001. március 31-én alakult Miskolcon 10 alapító taggal a Hegyaljai Alkotók Társulásából (HAT) kinőve, vele együttműködve. Céljai a magyar irodalom és más alkotó művészeti tevékenység támogatása, népszerűsítése, új értékek létrehozásának elősegítése; megjelenési lehetőség biztosítása az alkotó művészeknek úgy kiállításokon, irodalmi estéken, mint az interneten; ellátni a tagok szakmai érdekképviseletét, kezdeményezni az irodalmi műfajok, képzőművészeti alkotások anyagi, erkölcsi támogatását, alkotóműhelyek létrehozását. Az egyesület kiemelt céljának tekinti a magyar kultúra nemzeti értékeinek ápolását, átörökítését, bemutatását irodalmi esteken és az interneten, a társadalom fejlődésének szolgálatát.

## Vállalt feladatok
- hasonló célú kisközösségek szerveződésének kezdeményezése, működésük támogatása,
- a tagok felkészültségének, továbbképzésüknek segítése,
- bemutatkozási lehetőségek, fórumok megteremtése, irodalmi műsorok szolgáltatása (egyeztetés alapján), kiállítások rendezése (egyeztetés alapján),
- önálló művek, antológiák, időszakos alkotói kiadványok gondozása, megjelenítése nyomtatott formában és az interneten,
- a gyermekek, a fiatalok, a hátrányos helyzetűek művelődési lehetőségeinek bővítése,
- tehetséges fiatalok felkarolása, pályakezdésük segítése.

## Állandó programok
- évente alkotói pályázat,
- évente antológia kiadása (nyomtatott formában),
- évente alkotótábor a HAT-tal közösen rendezve Tarcalon,
- Hír-telen c. nyomtatásban és e-mailben is terjesztett hírlevél negyedévente,
- minden hónap második csütörtökén 15 órától alkotóműhely a miskolci Művészetek Házában.

## Külső hivatkozások
- Az egyesület honlapja
- Fényszületés: A Magyar Alkotók Internetes Társulása antológiája, 2003 (MEK)
- Fény és árnyék: A Magyar Alkotók Internetes Társulása antológiája, 2004 (MEK)